# Roca Roia (Hortoneda)
La Roca Roia és una roca i una cinglera del terme municipal de Conca de Dalt, a l'antic terme d'Hortoneda de la Conca, al Pallars Jussà, en territori del poble d'Hortoneda.
Es troba al nord d'Hortoneda, al sud-oest de la Roca de l'Abeller de Carrutxo, a migdia del Roc des Cases. És a llevant del Fener i al nord de la Roca de Seguers, a l'esquerra de la llau de Catxí.